# Sowica brunatna
Sowica brunatna (Ninox scutulata) – gatunek średniej wielkości ptaka z rodziny puszczykowatych (Strigidae), podrodziny sowic. Występuje w Azji Południowej i Południowo-Wschodniej. Nie jest zagrożony wyginięciem, lecz pod koniec 2. dekady XXI wieku trend liczebności populacji był spadkowy.

## Taksonomia
Po raz pierwszy gatunek opisał Thomas Stamford Raffles w 1822. Holotyp pochodził z Sumatry. Autor nowemu gatunkowi nadał nazwę Strix scutulata. Obecnie (2025) Międzynarodowy Komitet Ornitologiczny (IOC) umieszcza sowicę brunatną w rodzaju Ninox. Wyróżnia 9 podgatunków, podobnie jak autorzy HBW. IOC uznaje sowicę ciemnobrzuchą (N. (s.) obscura) za odrębny gatunek, podobnie jak autorzy HBW. Między sowicami: brunatną i ciemnobrzuchą nie ma istotnych różnic w wokalizacji, różnią się upierzeniem. Autorzy Kompletnej listy ptaków świata uznają ją za podgatunek sowicy brunatnej. Systematyka tego gatunku wymaga dokładniejszych badań.
Dawniej za podgatunek sowicy brunatnej uznawano sowicę północną (N. japonica); obecnie autorzy HBW i IOC uznają ją za odrębny gatunek. Przedstawiciele tych dwóch gatunków różnią się głosem, ponadto sowice północne cechują się bardziej zaostrzonymi końcówkami skrzydeł, stosunkowo krótszym ogonem oraz wyższym stosunkiem długości skrzydła do ogona.
W kariotypie 2n=82.

## Podgatunki i zasięg występowania

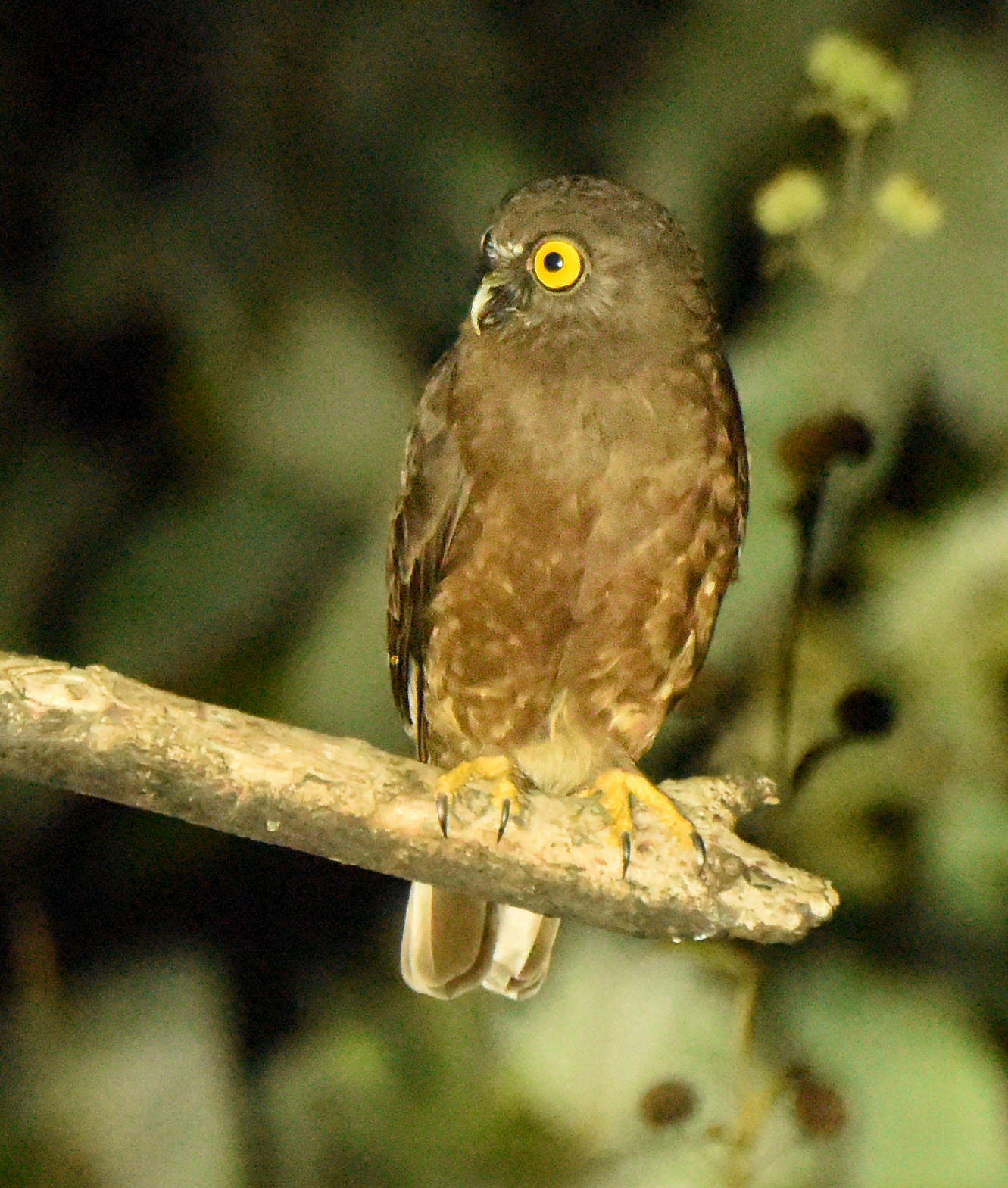
Sowica ciemnobrzucha często uznawana jest za osobny gatunek

IOC wyróżnia następujące podgatunki:
- N. s. lugubris (Tickell, 1833) – północne i centralne Indie po zachodni Asam[5] i Nepal[4] (nieregularnie, głównie w jego południowej połowie[11]); południowa granica zasięgu nie jest dokładnie znana, pozyskano z Mumbaju (szerokość 19°N) dwa osobniki o wyglądzie pośrednim między N. s. lugubris a N. s. hirsuta, a z okolic Ćennaju (13°N) osobnika o wyglądzie typowym dla N. s. lugubris[12]
- N. s. burmanica Hume, 1876 – wschodni Assam po południowe Chiny, dalej na południe po północny Półwysep Malajski i Indochiny[5]
- N. s. hirsuta (Temminck, 1824) – południowe Indie i Sri Lanka[5]
- N. s. isolata Baker, ECS, 1926 – Kar Nikobar[5]
- N. s. rexpimenti Abdulali, 1979 – Nikobary (Wielki Nikobar, Kamorta, Trinkat)[5]
- sowica brunatna, N. s. scutulata (Raffles, 1822) – południowy Półwysep Malajski, wyspy Riau, Sumatra i Bangka[5]
- N. s. javanensis Stresemann, 1928 – zachodnia Jawa[5]
- N. s. borneensis (Bonaparte, 1850) – Borneo i północna Natuna[5]
- N. s. palawanensis Ripley & Rabor, 1962 – Palawan (południowo-zachodnie Filipiny)[5].

Podgatunek o niejasnym statusie:
- sowica ciemnobrzucha[7], N. (s.) obscura Hume, 1872 – Andamany; dawniej sądzono, że zasiedla również Nikobary (wskazane jako siedlisko typowe), co najprawdopodobniej było błędem[6]

## Morfologia
Długość ciała wynosi 27–33 cm, masa ciała u ptaków podgatunku nominatywnego – 172–227 g, u N. s. borneensis – 146–173 g (u 5 osobników). W terenie przypomina jastrzębia lub innego ptaka szponiastego. Dalszy opis dotyczy ptaków podgatunku nominatywnego. Ciemię i kark czekoladowobrązowe, pokryte niewyraźnym ochrowym paskowaniem. Szlara brązowa, pokryta wieloma promieniście rozłożonymi bardzo wąskimi białawymi paskami. Oczy ciemno wąsko okalane. Na czole widoczna biała plama. Grzbiet, płaszcz i pokrywy skrzydłowe jednolicie czekoladowobrązowe. Na zewnętrznych chorągiewkach barkówek obecne są białe plamki, często jednak niewidoczne. Lotki I i II rzędu czekoladowobrązowe, zdobione nierzucającymi się w oczy ochrowymi paskami. Ogon dość długi, ciemnobrązowy, z szerokimi jasnymi szarobrązowymi pasami o białych zakończeniach. Spód ciała białawy z dużymi rdzawobrązowymi paskami o kształcie kropli, po bokach ciała o kształcie szewronów. Skok opierzony, palce z rzadkimi szczecinkami lub nagie. Tęczówka jaskrawożółta, woskówka matowozielona lub zielonobrązowa, dziób niebieskoczarny, na końcu jaśniejszy. Palce żółtozielone.
Osobniki należące do północnych podgatunków są zwykle jaśniejsze, większe i o dłuższych skrzydłach niż te z południowych podgatunków. Opis upierzenia ptaków podgatunków innych niż nominatywny przedstawiono poniżej.
- N. s. obscura – ciemne czekoladowobrązowe upierzenie z nieco jaśniejszym i bardziej rdzawym brzuchem. Na czole obecna biała plama[13].
- N. s. javanensis – są małe, bardzo ciemno ubarwione, mają także dość zaokrąglone skrzydła[13]
- N. s. lugubris – z wierzchu mają upierzenie szarobrązowe, przy czym barkówki i zgięcie skrzydła pokryte są białymi plamami. Gardło i przód szyi płowe z brązowymi pasami, pozostała część spodu ciała biała z jasnopłowym nalotem[13]
- N. s. burmanica – upierzenie jak u N. s lugubris, jednak ogólnie ciemniejsze; głowa tak ciemna jak grzbiet lub ciemniejsza, ponadto mniej szara[13].
- N. s. hirsuta – podobnie jak N. s. burmanica, lecz jeszcze ciemniejsze. Głowa zawsze jest ciemniejsza od grzbietu i bardziej łupkowobrązowa, mniej czerwonobrązowa. Spód ciała bardzo intensywnie wybarwiony[13].

## Ekologia i zachowanie
W północnych częściach zasięgu sowice brunatne zasiedlają lasy i zadrzewienia od nizin po około 1700 m n.p.m., w Nepalu na wysokości 75–1500 m n.p.m., w Azji Południowo-Wschodniej do 1200 m n.p.m., na Filipinach przeważnie poniżej 1000 m n.p.m. W Indiach występują w lasach, innych dobrze zadrzewionych terenach i zagajnikach, zwłaszcza w pobliżu wód i nadleśnych strumieni, często w pobliżu ludzkich osiedli. W południowo-wschodniej Azji przedstawiciele podgatunków o osiadłym trybie życia zamieszkują wyłącznie nizinne lasy, trzymają się z dala od ludzkich siedzib.
Sowice brunatne aktywne są nocami i o zmierzchu. Obserwowane są pojedynczo lub w parach. Pary tych ptaków spędzają dnie ściśnięte razem pod osłoną cienistych gałęzi, nierzadko obrośniętych pnączami. Przeważnie nie są aktywne przed zmierzchem, zdarza się jednak, że przemieszczają się podczas pochmurnej pogody. Swoją „pieśń” często wykonują z nagiej gałęzi na szczycie drzewa, zwykle używanej noc po nocy. Pożywieniem sowic brunatnych są głównie duże owady (jak chrząszcze i prostoskrzydłe), zjadają również płazy, jaszczurki, niewielkie ptaki, gryzonie, a niekiedy też niewielkie owadożerne nietoperze i kraby. Polują z czatowni. Zdarza im się wyskakiwać niemalże pionowo w górę, by złapać owada, lub łapać je w powietrzu, podobnie jak to czynią lelki.

### Lęgi

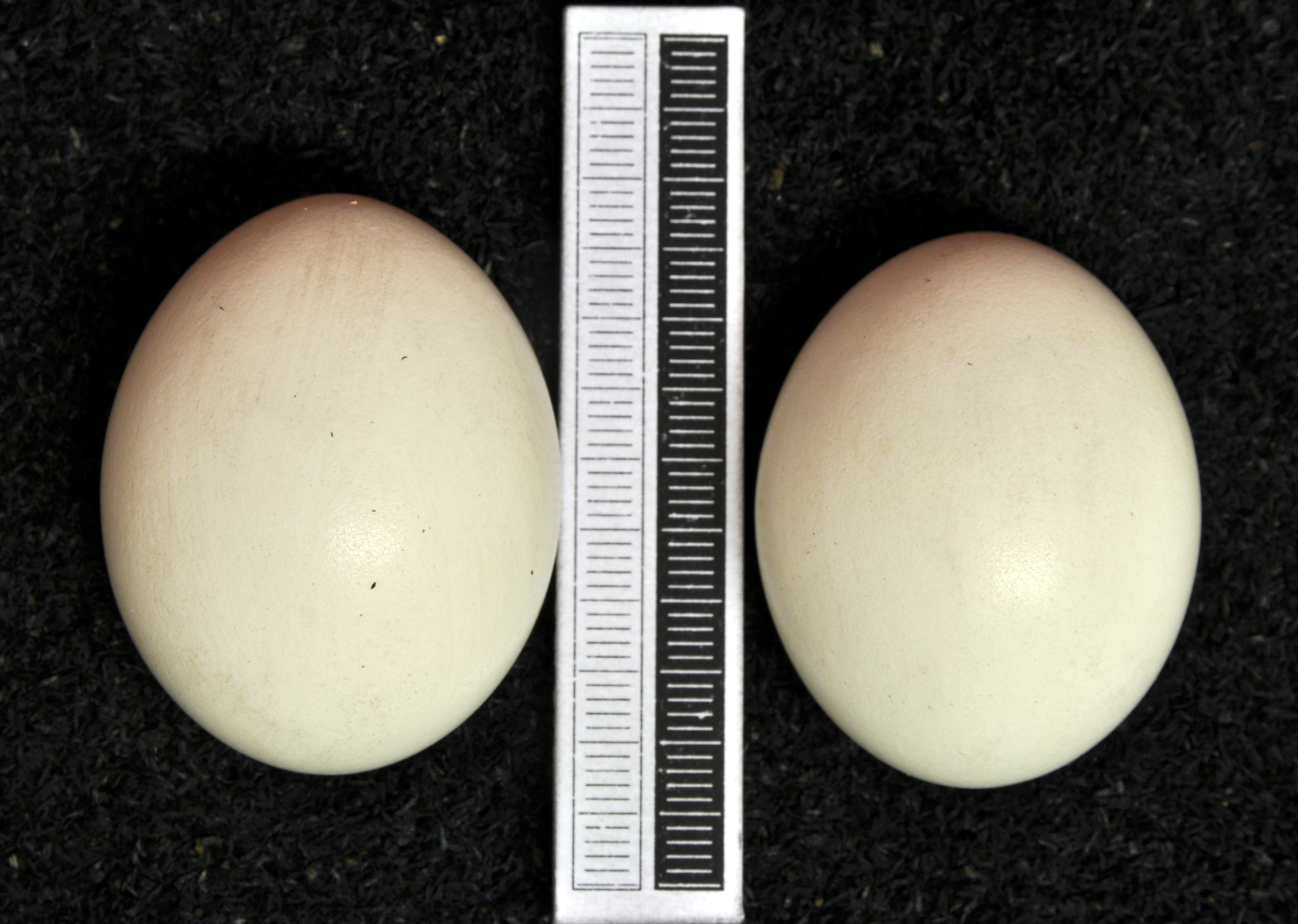
Jaja z kolekcji muzealnej

Dostępne informacje o lęgach są niepełne. W Indiach składanie jaj i wysiadywanie obserwowano od marca do czerwca lub lipca, na Sumatrze – od marca do kwietnia. Na Filipinach obserwowano młode w czerwcu; poza tym brak informacji (dane z 2000 roku). W kolekcji Hume’a znajdowało się jajo ze Sri Lanki pozyskane w pierwszej połowie kwietnia; sezon lęgowy trwa tam od marca do kwietnia, lęgi stwierdzano także w listopadzie. O gniazdowaniu na Andamanach i Nikobarach wiadomo niewiele; B.B. Osmaston wspomniał, że przyniesiono mu pisklę 30 maja. Bartels w zbiorach posiadał dwa jaja pozyskane na Jawie w maju.
Jaja składane są na dnie dziupli na samoczynnie zbierającym się tam materiale. Dziuple umieszczone są 5–20 m nad ziemią, zwykle liczą około 30–80 cm głębokości i 20–30 cm średnicy. W okresie godowym samiec i samica intensywnie nawołują, nierzadko po kilka godzin. U podgatunków północnych zniesienie liczy 2–5 jaj w ciągu 5–7 dni; u podgatunków południowych zwykle składane są 2 jaja. Średnie wymiary 50 jaj (ze zbiorów Bakera): 35,1 na 29,5 mm. Inkubacja trwa co najmniej 25 dni, samica wysiaduje sama zarówno w dzień, jak i w nocy; karmiona jest przez samca. Młode opuszczają gniazdo 24–27 dni po wykluciu.
Pisklęta w pierwszym puchu białawe. Później mają podobne upierzenie jak dorosłe osobniki, jednak na końcówkach piór na głowie można dostrzec pozostałości pisklęcego puchu. Ponadto mają bardziej puszysty spód ciała niż dorosłe, z mniejszą ilością pasków, które są również krótsze i ciemnobrązowe.

## Status zagrożenia
IUCN uznaje sowicę brunatną za gatunek najmniejszej troski (LC, Least Concern) nieprzerwanie od 2014 roku (stan w 2025); wcześniej nie był klasyfikowany w obecnie uznawanym przez BirdLife International ujęciu taksonomicznym. Sowica ciemnobrzucha klasyfikowana jest osobno, podobnie jak sowica brunatna utrzymuje status LC nieprzerwanie od 2014 roku. BirdLife International w 2021 oceniało trend liczebności populacji sowicy brunatnej jako spadkowy, a sowicy ciemnobrzuchej w 2024 jako stabilny. W 1999 wiadomo było, że sowice brunatne występują w różnym zagęszczeniu – od „częstych” po „nieczęste”, lecz brakowało szacunków liczebności. Choć ptaki te tolerują zmienione przez człowieka środowiska, niewątpliwie ich populacja w skali globalnej maleje. Zagraża im wycinka pierwotnych lasów deszczowych, szczególnie na Sumatrze, Borneo i Jawie.